# Radio Nacional de España
Radio Nacional de España (RNE) è il principale servizio pubblico di trasmissione radiofonica in Spagna, parte di RTVE.
Radio Nacional, la principale stazione radio generalista di RNE, è la quarta per ascolti dietro Cadena SER, la COPE e Onda Cero secondo OMG.

## Storia
Radio Nacional de España fu fondata dal militare franchista José Millán-Astray y Terreros a Salamanca il 19 gennaio 1937, in piena Guerra civile spagnola. Dal 1973, insieme alla Televisión Española (TVE), fa parte della Radiotelevisión Española, servizio pubblico spagnolo.

## Emittenti

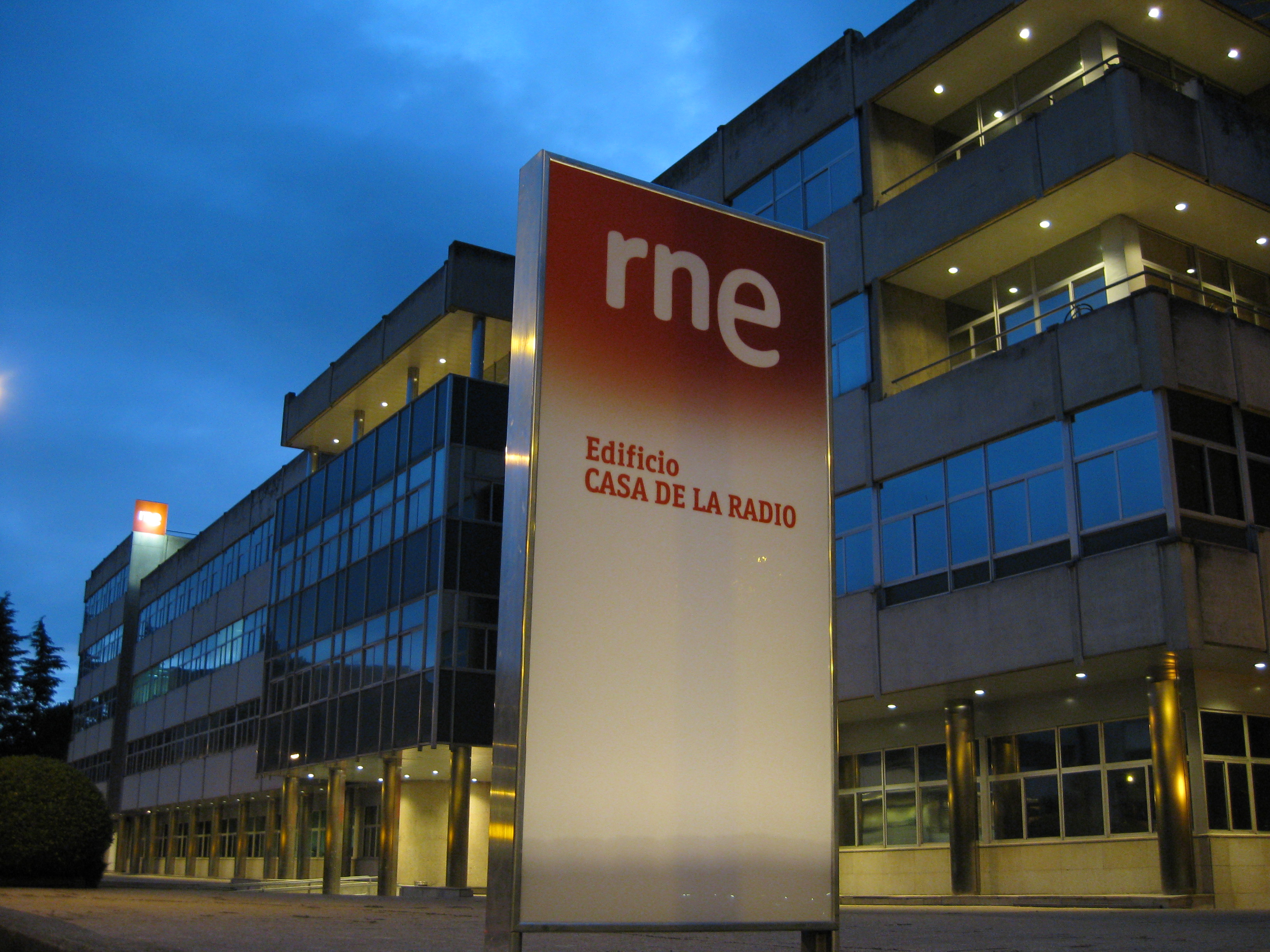
La sede di Pozuelo de Alarcón, Madrid.

Attualmente la società è composta da sei emittenti radiofoniche:
- Radio Nacional (ex Radio 1), canale generalista;
- Radio Clásica (ex Radio 2), canale dedicato a concerti e musica classica;
- Radio 3, stazione dedicata ai giovani con musica alternativa e programmi culturali;
- Ràdio 4, canale generalista in catalano per la Catalogna:
- Radio 5 Todo Noticias, canale all-news.
- Radio Exterior de España, canale del servizio pubblico rivolto all'estero.